# Mazy Night
「Mazy Night」（メイジー・ナイト）は、King & Princeの楽曲。同グループ5枚目のシングルとして2020年6月10日にユニバーサルミュージックからリリースされた。

## 解説
当初は4月29日に発売予定だったが、新型コロナウイルス感染拡大によって政府により発令された緊急事態宣言に伴い、5月27日に発売日を延期することが発表された。その後、宣言が延長されたため、6月10日に発売日を再延期することが発表された。
表題曲は、メンバーである平野紫耀と、Sexy Zoneの中島健人のダブル主演ドラマ『未満警察 ミッドナイトランナー』の主題歌となっており、振付にも警察をイメージした動きが取り入れられている。困難に立ち向かう若者たちの友情や葛藤を描いた歌詞に詰め込まれた一曲。
CDデビュー3周年にあたる2021年5月23日にKing & PrinceのYouTube公式チャンネルが開設され、27日正午より本作ミュージックビデオのYouTube Editが公開された。

## リリース
初回限定盤A、初回限定盤Bと通常盤の全3形態で発売。初回限定盤A、初回限定盤BのみDVD付き。

### 先着特典
- 初回限定盤A - ステッカーシート（A6サイズ）[16]
- 初回限定盤B - クリアポスター（A4サイズ）[16]
- 通常盤 - 下敷き（B5サイズ）[16]

## 収録曲

### CD

#### 通常盤
1. Mazy Night[16] [4:38]
作詞：RUCCA、作曲：Tyler Shamy・Tido・KAY、編曲：KAY・Tido・ha-j
  - 中島健人・平野紫耀主演 日本テレビ系土曜ドラマ『未満警察 ミッドナイトランナー』主題歌
2. Full Time Lover[16] [3:50]
作詞：KAJI KATSURA、作曲：David Anthony・Sophie White、編曲：David Anthony・Masayoshi Kawabata
  - King & Prince出演 UHA味覚糖『Sozaiのまんま コロッケのまんま』CMソング
3. ゴールデンアワー[16] [5:03]
作詞：MiNE、作曲：Susumu Kawaguchi・MiNE・兼松衆、編曲：石塚知生
番組やライブ[17]で披露されてきた楽曲が本作で初収録[15]。

#### 初回限定盤A
1. Mazy Night
2. Love Paradox[16] [4:10]
作詞：MUTEKI DEAD SNAKE、作曲：児山啓介・MUTEKI DEAD SNAKE、編曲：生田真心

#### 初回限定盤B
1. Mazy Night
2. 今君に伝えたいこと[16] [5:06]
作詞：KEEN、作曲：KEEN・MANABOON、編曲：MANABOON

### DVD

#### 初回限定盤A
1. 「Mazy Night」Music Video
2. 「Mazy Night」Music Video Making[16]

#### 初回限定盤B
1. 「Mazy Night」Music Video（1カットダンスVer.）
2. 「Mazy Night」Music Video（メンバーソロVer.）

## チャート成績
初週51.8万枚を売り上げ、2020年6月22日付オリコン週間シングルランキングで初登場1位を記録。デビューシングルから5作連続で1位を獲得し、初週売上は『シンデレラガール』以来の50万枚を突破した。
デビューシングルから5作連続の初週30万枚超えを記録し、KAT-TUNの5thシングル『Keep the faith』が記録して以来、12年7か月ぶり、KinKi Kids、KAT-TUNに次ぐ史上3組目となった。